# Gábor Hatos
Gábor Hatos (Eger, 3 ottobre 1983) è un lottatore ungherese, specialista della lotta libera.

## Biografia
Ha rappresentato l'Ungheria ai Giochi olimpici estivi di Atene 2004, concludendo al quindicesimo posto nel torneo dei 66 chilogrammi e di Londra 2012, vincendo la medaglia di bronzo nel torneo della 74 chilogrammi. La medaglia olimpica gli è stata attribuita nel 2016, dopo che Soslan Tigiev è risultato positivo al dehydrochlormethyltestosterone (turinabol) da un riesame, effettuato a posteriori, sui campioni biologici prelevati in occasione delle gare e conservati presso i laboratori di Losanna ed è stato squalificato.

## Palmarès
- Giochi olimpici

Londra 2012: bronzo nei 74 kg.
- Mondiali

Mosca 2010: bronzo nei 74 kg.
- Europei

Mosca 2006: bronzo nei 74 kg.
Dortmund 2011: bronzo nei 74 kg.
Belgrado 2012: bronzo nei 74 kg.
Tbilisi 2013: argento nei 74 kg.
- Mondiali

Mosca 2018: bronzo nei 92 kg.